# الهضاب العليا
الهضاب العليا أو السهوب الجزائرية، هي إقليم من النجود، وهي منطقة تمتد من نواحي وجدة ثم من تلمسان الواقعة غرب الجزائر إلى سوق أهراس الواقعة شرقها يتراوح ارتفاع أراضيها بين 800 و1,000م، وتضم معظم المناطق الداخلية. تتميز منطقة الهضاب العليا بصيف حار وجاف وشتاء بارد تصل أدنى درجة حرارة فيه إلى 1- درجة مئوية. أما التساقط فيكون ما بين 250 ملمتر إلى 400 ملمتر سنويا.الفصلان الملاحظان عموما في هذه المنطقة هما الصيف والشتاء إذ أنه يبدو للإنسان في أول وهلة أنه مر عليه فصلان في السنة فقط باعتبار أن المناخ السائد هناك هو المناخ القاري.
الهضاب منطقة رعوية تضم نشاط تربية الأغنام والذي يمثل 70 % من الثروة الحيوانية في الجزائر إلى جانب زراعة محصول الشعير في السهول وبعض الفواكه والفواكه الجافة - كذلك توجد بها ثروة معدنية تتمثل في الحديد والفوسفات.
تتكون من مجموعتين كبيرتين : سهوب وهران الجزائرية وهضاب قسنطينة المرتفعة، أكثر رطوبة. الغطاء النباتي هو من النوع السهبي. الصيف جاف بشكل عام والشتاء قاسٍ.

## الجغرافيا

### الموقع

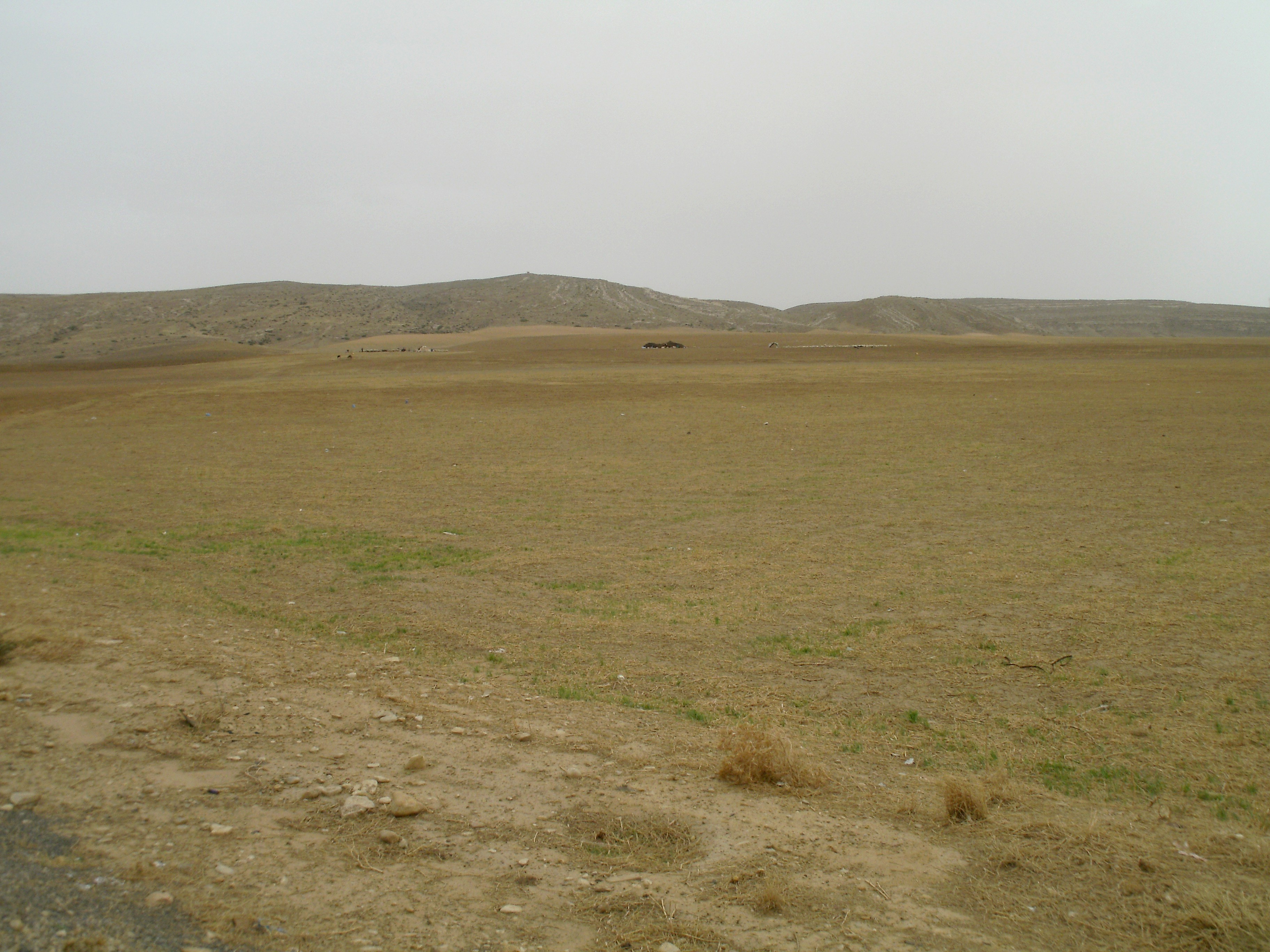
منظر طبيعي لسرسو بالقرب من تيسمسيلت

تقع المرتفعات بين الأطلس التلي في الشمال والأطلس الصحراوي في الجنوب، من حدود المغرب إلى حدود تونس، على ارتفاعات أكثر أو أقل من 900 إلى 1 200 م. وهي تغطي مساحة إجمالية قدرها 20 مليون هكتار. وهي تمتد من بضع مئات من الكيلومترات في قسنطينة إلى عدة مئات من الكيلومترات على الحدود المغربية.
وهي تتكون من المنخفضات الملحية والشطوط أو السبخات والمنفصلون عن الصحراء بالأطلس الصحراوي، والذي يشكل سلسلة متوالية من السلاسل القاحلة. يتم تمييز مجموعتين رئيسيتين :
- الهضاب الغربية، وتقع جنوب وهران وجنوب الجزائر العاصمة. يتناقص ارتفاع هذه السهول العالية من جبل مززي في الغرب إلى منخفض الملح في الحضنة في الوسط.
- الهضاب الشرقية شرق الحضنة، وتقع جنوب قسنطينة. ويحدها جبال الأوراس وجبال النمامشة.

مدنها الرئيسية هي سطيف وتيارت والجلفة وبرج بوعريريج والمسيلة وأم البواقي.

### المناخ والغطاء النباتي

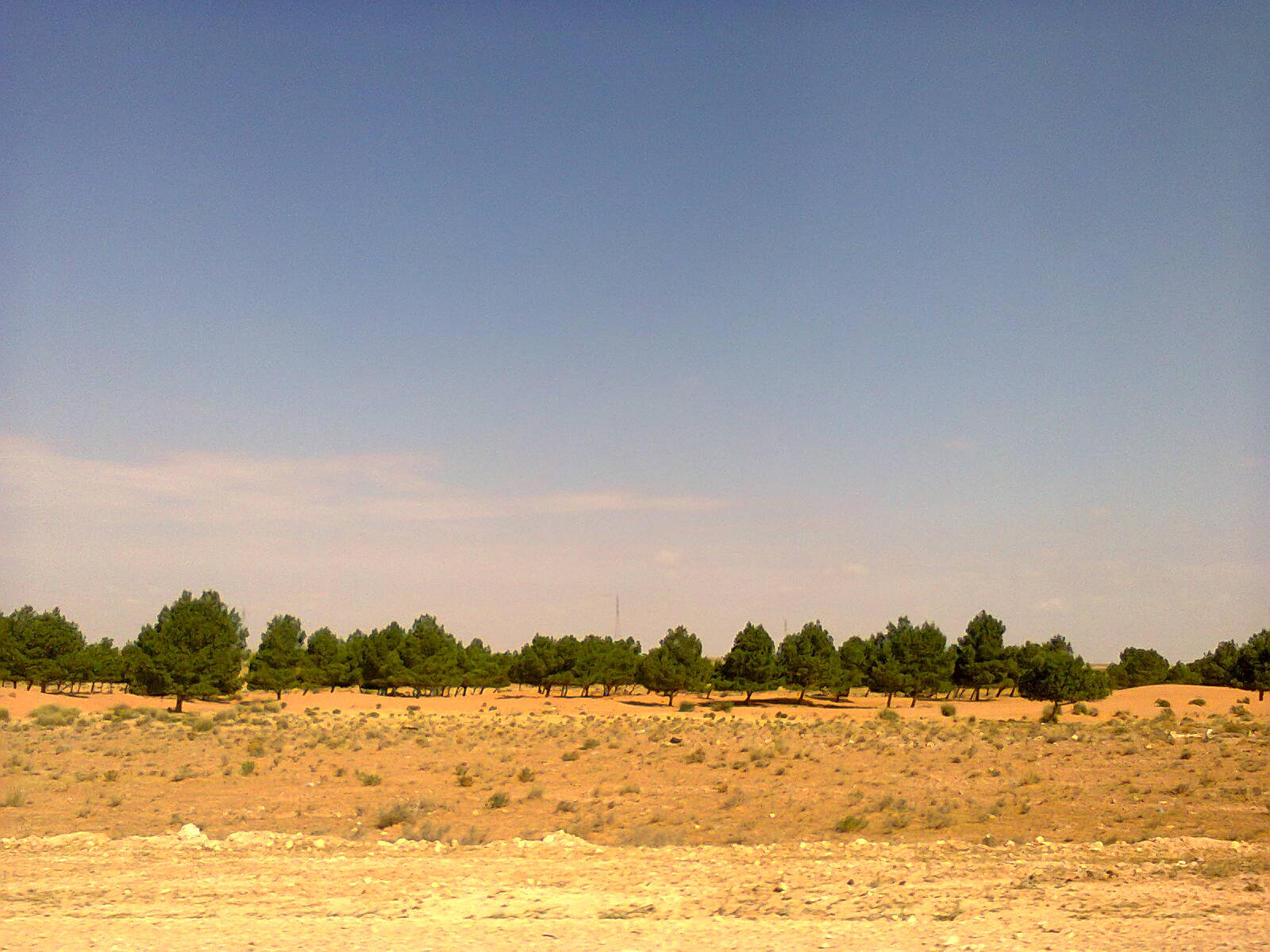
إعادة التشجير ولاية النعامة.

المناخ جاف وشبه جاف، ولا يتجاوز معدل هطول الأمطار 400 مم وغالبا 300 مم. خلف ملجأ الأطلس التلي، ينخفض هطول الأمطار بشكل كبير. لقد أصبحت أكثر فأكثر غير نظامية وتضعف تجاه الجنوب. يُظهر الارتفاع والقارية تباين درجات الحرارة بين النهار والليل. الصيف جاف بشكل عام والشتاء قاسٍ. في الشرق، في قسنطينة، تكون الهضاب العليا أكثر رطوبة، في حين أن الجفاف يتزايد في الجزء الغربي.
الغطاء النباتي من نوع السهبي، ويتألف من نباتات منخفضة تغطي الأرض بشكل سيئ وتتكيف مع الجفاف ومنها الشيح والحلفاء. المنحدرات المنخفضة للأطلس الصحراوي عبارة عن غطاء سهبي أو أجمات، أو تحمل غابات صافية من خشب البلوط وأشجار الصنوبر الحلبي.
كانت الهضاب العليا في الماضي منطقة رعوية للبدو الرحل أو شبه الرحل، كما توجد بعض النقاط المواتية لزراعة الحبوب.

## البيئة

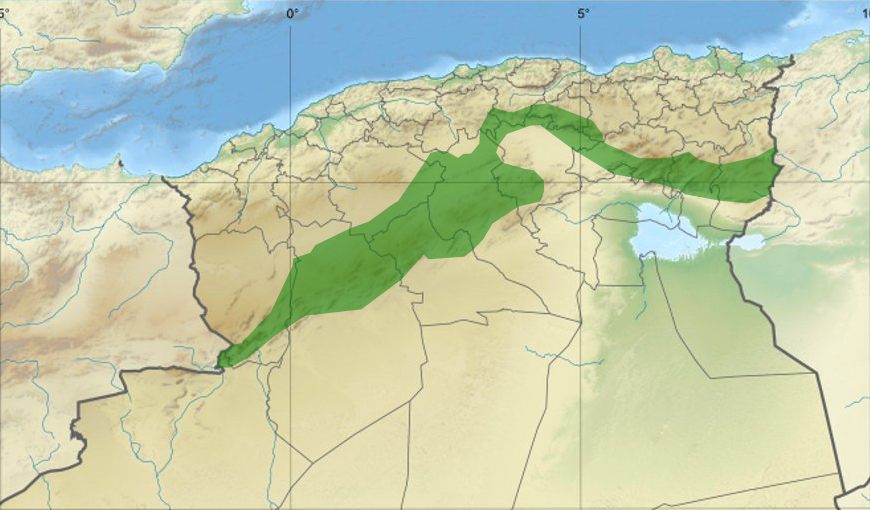
حزام السد الأخضر.

من الناحية البيئية، تشكل مناطق الهضاب حاجزًا بين التل والصحراء الجزائرية، حيث تحد من التأثيرات المناخية السلبية على الأولى.
يعاني الجزء الغربي من تدهور الغطاء النباتي الذي يميل إلى الانتشار في جميع أنحاء المنطقة. يؤدي هذا التدهور تلقائيًا إلى حدوث تصحر. تشير أعمال العديد من الباحثين إلى أن أصل تصحر الهضاب ليس نتيجة للمناخ وحده. بدأت هذه الظاهرة في بداية القرن العشرين، إبان الاستعمار الفرنسي وتعززت بعد استقلال البلاد من خلال الإجراءات التي قامت بها الدولة في مجال التجانس والإشراف على جميع فضاءات البلاد.
أُطلق العديد من برامج مكافحة التصحر في أوقات مختلفة. في الواقع، منذ عام 1962  م، اتخذت السلطات إجراءات مثل: السد الأخضر، إقامة تعاونيات رعوية، إصدار قانون الرعي، برامج تنمية الأراضي. لم تسفر هذه السياسات عن نتائج مقنعة قليلة بسبب عدم قدرة الإدارة على إشراك الرعاة والرعاة الزراعيين. المندوبية العليا لتنمية السهوب (HCDS) هي مؤسسة عامة تأسست في عام 1983  م، وهي مسؤولة عن تنفيذ سياسة التنمية المتكاملة على السهوب.

## الادارة

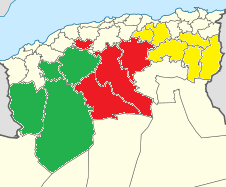
ولايات الهضاب العليا حسب المنطقة.

من الناحية الإدارية، تتكون الوحدة الإقليمية للهضاب العليا من 14 ولاية من إجمالي 48 ولاية جزائرية، موزعة على ثلاث مناطق (الهضاب العليا الغربية، الهضاب العليا وسط، الهضاب العليا الشرقية):
1. الشرق : تتكون هذه المنطقة من ولايات برج بوعريريج، سطيف، أم البواقي، باتنة، خنشلة وتبسة.
2. الوسط : تتكون هذه المنطقة من ولايات الجلفة والأغواط والمسيلة وتيسمسيلت.
3. الغرب : تتكون هذه المنطقة من ولايات تيارت وسعيدة والنعامة والبيض.

في عام 2019  م، أعلنت الحكومة عن إنشاء 44 ولاية مندوبة جديدة تقع أساسًا في هذا المجال.

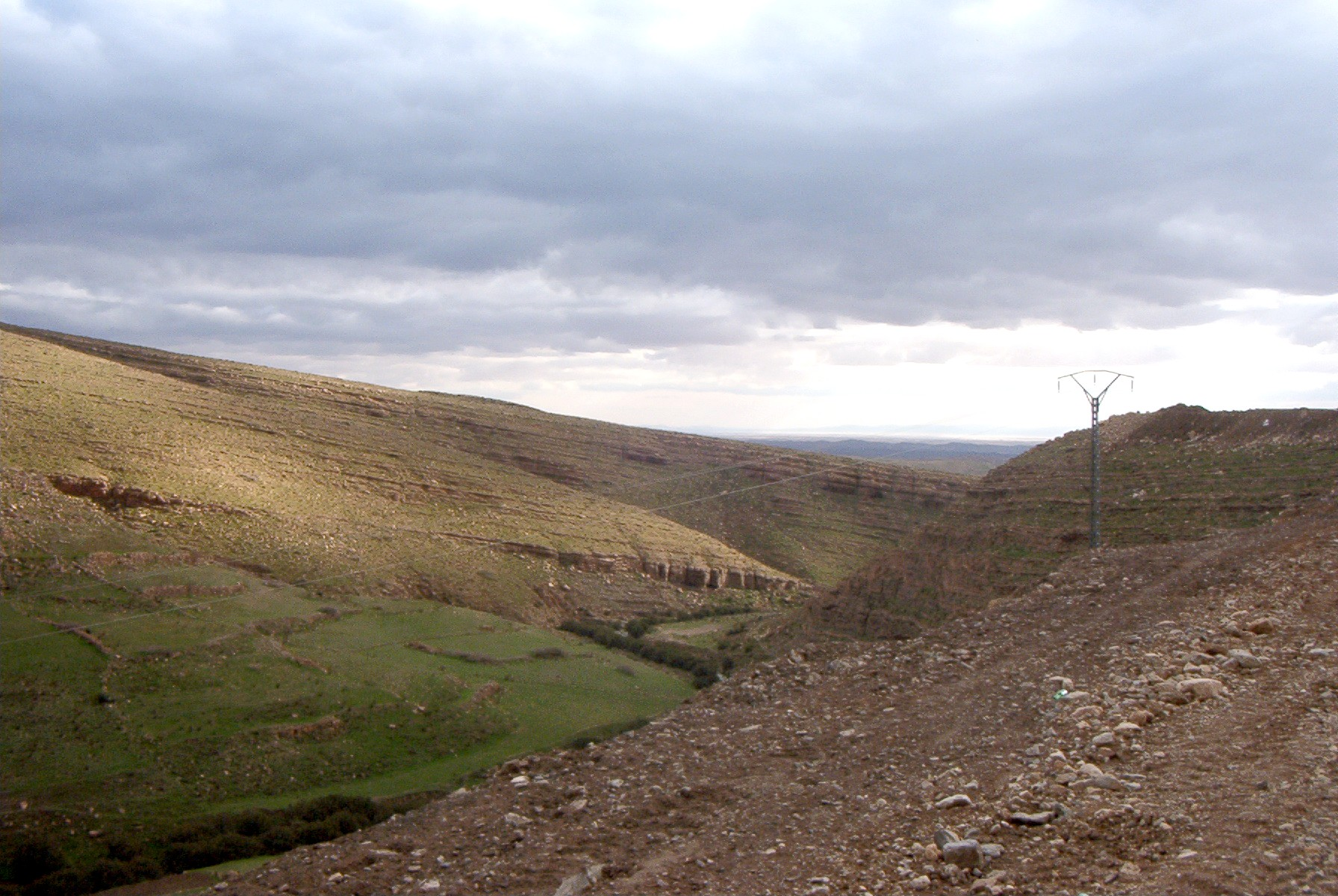
منظر من الحضنة.

## التركيبة السكانية
تشهد الهضاب العليا زيادة في وزنها الديموغرافي لأسباب مختلفة مثل الأهمية المعطاة لهذا الفضاء في السياسة الوطنية الجزائرية للتخطيط الإقليمي. في عام 2008، سجلت وزنًا ديموغرافيًا قدره 27.3 ٪ مقابل 26.5 ٪ في عام 1998. معدلات النمو السكاني المسجلة أعلى نسبيًا من المتوسط الوطني (1.6 ٪) : 3.8 ٪ لمنطقة المركز، 1.95 ٪ للمنطقة الغربية و1.51 ٪ للمنطقة الشرقية.
الكثافة السكانية منخفضة (15 نسمة / كم 2) وخاصة في الغرب (4 نسمة / كم 2). الكل يشهد تحضرًا سريعًا. من 18٪ في عام 1966  م، ارتفع معدل التحضر إلى 59٪ في عام 1993  م.
يتألف السكان بشكل رئيسي من الرعاة، وكان معظمهم من البدو الرحل في الماضي، مع ميل قوي للاستقرار اليوم. اليوم، يمثل البدو 5٪ فقط من سكان الهضاب.

## روابط خارجية
- بيرسي: تطور البدو في الهضاب العليا
- مقدمة: الهضاب العليا بشرق الجزائر
- الجغرافيا على موقع المرادية